# ゲリット・グレアム
ゲリット・グレアム（Gerrit Graham,  1949年11月27日 - ）は、アメリカ合衆国の俳優・声優である。

## 来歴
1949年、ニューヨーク州ニューヨーク市に生まれる。その後は父親の仕事の関係で、シカゴ、セントルイス、ミシガン州などの地域を転々とした。8歳の時にデトロイトにある芸術学校の舞台で『クマのプーさん』の上演に立ったこともあり、高校時代は演劇部の主将として活躍し、高校卒業後はコロンビア大学へ進学して演劇を専攻した。
1968年にブライアン・デ・パルマ監督でロバート・デ・ニーロ共演の『青春のマンハッタン』で映画デビュー。2年後には同作品の続編『ブルーマンハッタン 哀愁の摩天楼』へも出演を果たし、1974年に、同じくデ・パルマが監督した『ファントム・オブ・パラダイス』へ出演し、ビーフ役の怪演が注目を集めてその後の活躍に繋がっている。現在はテレビドラマや映画など、幅広い分野で活動するバイブレーヤーである。

## 私生活
現在は結婚しており、2児の父親である。

## 出演作品

### 映画
- 青春のマンハッタン Greetings (1968)
- ブルーマンハッタン 哀愁の摩天楼 Hi, Mom! (1970)
- 人食いアメーバの恐怖 No.2 Beware! The Blob (1972)
- Strange Homecoming (1974) ※テレビ映画
- ファントム・オブ・パラダイス Phantom of the Paradise (1974)
- The Hatfields and the McCoys (1975)
- Black Bart (1975)
- Strange New World (1975)
- The TVTV Show (1976) ※テレビ映画
- ドムドム・ビジョン Tunnel Vision (1976)
- 美女と無法者 Bobbie Jo and the Outlaw (1976)
- スペシャル・デリバリー Special Delivery (1976)
- 爆走!キャノンボール Cannonball! (1976)
- Street Killing (1976) ※テレビ映画
- デモン・シード Demon Seed (1977)
- プリティ・ベビー Pretty Baby (1978)
- オールドボーイフレンズ Old Boyfriends (1979)
- Home Movies (1980)
- ユーズド・カー Used Cars (1980)
- oup For One/スープ・フォー・ワン Soup for One (1982)
- ナショナル・ランプーン/パニック同窓会 Class Reunion (1982)
- Likely Stories, Vol. 2 (1983)
- レスリー・ニールセンの裸の宇宙銃を持つ男 The Creature Wasn't Nice (1983)
- Boys in Blue (1984) ※テレビ映画
- レイティング・ゲーム The Ratings Game (1984) ※テレビ映画
- 爆裂!復讐のコマンド The Annihilators (1985)
- 赤い靴をはいた男の子 The Man with One Red Shoe (1985)
- テラービジョン TerrorVision (1986)
- キルボット Chopping Mall (1986)
- ラスト・リゾート Last Resort (1986)
- ラットボーイ Ratboy (1986)
- ゲーム・オブ・ラブ Tonight's the Night (1987) ※テレビ映画
- 悪魔の赤ちゃん3/禁断の島 It's Alive III: Island of the Alive (1987)
- ウォーカー Walker (1987)
- アニマル・チンを探せ The Search for Animal Chin (1987) ※ビデオ作品
- 屋根うらの怪人/キャンパスの春は大椿事! Big Man on Campus (1989)
- ポリスアカデミー6 バトルロイヤル Police Academy 6: City Under Siege (1989)
- C.H.U.D. II - Bud the Chud (1989)
- 火星人ゴーホーム! Martians Go Home (1989)
- リトル・マーメイド The Little Mermaid (1989) ※声の出演、ノークレジット
- 彼女たちの舞台 Gang of Four (1989)
- チャイルド・プレイ2 Child's Play 2 (1990)
- Night of the Cyclone (1991)
- ベイビーバンク Frozen Assets (1992)
- サイドキックス Sidekicks (1992)
- ボーイズ・ライフ This Boy's Life (1993)
- Love Matters (1993)
- フィラデルフィア・エクスペリメント2 Philadelphia Experiment II (1993)
- マイ・ガール2 My Girl 2 (1994)
- Shake, Rattle and Rock! (1994) ※テレビ映画
- Family Reunion: A Relative Nightmare (1995)
- The Break (1995)
- Favorite Deadly Sins (1995)
- ザ・フェイス The Wasp Woman (1995) ※テレビ映画
- Magic in the Mirror: Fowl Play (1996)
- Demolition High (1996) ※ビデオ作品
- Bruno the Kid: The Animated Movie (1996) ※声の出演、ビデオ作品
- ラブ・レター The Love Letter (1996)
- 母の眠り One True Thing (1998)
- Building Girl (2005)
- Caótica Ana (2007)
- Stick It in Detroit (2008)
- Cove Road (2012)

### テレビドラマ
- ルーキーズ The Rookies (1974)
- 追跡者ハリー・オー Harry O (1974)
- 刑事バレッタ Baretta (1975)
- Medical Story (1975)
- ダイナスティ Dynasty (1976)
- 刑事スタスキー&ハッチ Starsky and Hutch (1976)
- 未来警察 Future Cop (1977)
- 女刑事JJケーン Dog and Cat (1977)
- ラバーン&シャーリー Laverne & Shirley (1978)
- Stockard Channing in Just Friends (1979)
- 特攻野郎Aチーム The A-Team (1983)
- 爆発!デューク The Dukes of Hazzard (1983)
- マイコン大作戦 Whiz Kids (1984)
- トワイライトゾーン The Twilight Zone (1986)
- サイドキックス Sidekicks (1986, 1987)
- St. Elsewhere (1987)
- 俺がハマーだ! Sledge Hammer! (1987)
- Rags to Riches (1987)
- 特捜刑事マイアミ・バイス Miami Vice (1988)
- My Two Dads (1988)
- ダラス Dallas (1988 - 1989)
- ハリウッド・ナイトメア Tales from the Crypt (1989)
- ヤングライダーズ The Young Riders (1989)
- シュガー&スパイス Sugar and Spice (1990)
- チャイナ・ビーチ China Beach (1990)
- Parker Lewis Can't Lose (1990 - 1991)
- 素晴らしき日々 The Wonder Years (1991)
- リーズナブル・ダウト/静かなる検事記録 Reasonable Doubts (1991)
- となりのサインフェルド Seinfeld (1992)
- スタートレック:ディープ・スペース・ナイン Star Trek: Deep Space Nine (1993)
- バビロン5 Babylon 5 (1994)
- Rebel Highway (1994)
- Dr.マーク・スローン Diagnosis Murder (1994)
- 新スーパーマン Lois & Clark: The New Adventures of Superman (1995)
- ときめきサイエンス Weird Science (1996)
- スタートレック:ヴォイジャー Star Trek: Voyager (1996)
- ロー&オーダー Law & Order (1998, 2002)
- Now and Again (1999 - 2000)
- サード・ウォッチ Third Watch (2005)

### テレビアニメ
- アメリカ物語 Fievel's American Tails (1992)
- ピンクパンサー The Pink Panther (1993)
- The Critic (1994 - 1995)
- ガーゴイルズ Gargoyles (1995, 1996)

## 参照
1. 1 2 3  “Gerrit Graham Biography”. 2014年8月14日閲覧。